# Phyllophilopsis melanopyga
Phyllophilopsis melanopyga är en tvåvingeart som först beskrevs av Townsend 1934.  Phyllophilopsis melanopyga ingår i släktet Phyllophilopsis och familjen parasitflugor. Inga underarter finns listade i Catalogue of Life.